# Pyrenecosa
Genre
Pyrenecosa est un genre d'araignées aranéomorphes de la famille des Lycosidae.

## Distribution
Les espèces de ce genre se rencontrent en Espagne, à Andorre, en France et en Suisse.

## Liste des espèces
Selon World Spider Catalog (version 17.0, 19/04/2016) :
- Pyrenecosa pyrenaea (Simon, 1876)
- Pyrenecosa rupicola (Dufour, 1821)
- Pyrenecosa spinosa (Denis, 1938)

## Publication originale
- Marusik, Azarkina & Koponen, 2004 : A survey of east Palearctic Lycosidae (Aranei). II. Genus Acantholycosa F. Dahl, 1908 and related new genera. Arthropoda Selecta, vol. 12, no 2, p. 101-148 (texte intégral).